# Wattendorf
Wattendorf è un comune tedesco di 709 abitanti, situato nel land della Baviera.